# Trem Carr
Tremlet C. Carr (Trenton, Illinois, 6 de novembre de 1891 - San Diego, 18 d'agost de 1946) va ser un productor de cinema estatunidenc, estretament associat amb la realització de cinema de baix pressupost de Poverty Row. El 1931 va cofundar Monogram Pictures, que es va convertir en un dels principals productors especialitzats en pel·lícules B a Hollywood.
El 1935, la companyia es va fusionar amb la recentment creada Republic Pictures, però un any més tard, Carr es va separar i va restablir Monogram com a empresa independent. Després de la seva mort el 1946, Monogram va canviar el seu nom a Allied Artists i va començar a produir pel·lícules fetes amb pressupostos més elevats.

## Biografia
De jove va assistir a la Universitat d'Illinois. Va treballar per a una empresa de construcció a St. Louis. Es va traslladar a la indústria del cinema, fent una sèrie de llargmetratges de còmics curts amb Al St. John. Ell i W. Ray Johnston van formar Rayart Productions, i Carr va treballar per a ell durant set anys com a vicepresident. De 1925 a 1930, va ser vicepresident responsable de Syndicate Pictures. De 1928 a 1929, la seva Trem Carr Productions va fer 15 pel·lícules.
El 1931, va ajudar a formar Monogram Pictures, convertint-se en vicepresident encarregat de la producció. (W. Ray Johnston era president). El 1934, va ser elegit president de l'Associació de Productors de Cinema Independents. L'abril de 1935, Carr i Johnston van reorganitzar Monogram com a Republic Pictures. Carr es va convertir en vicepresident de Republic Pictures. Carr finalment va vendre els seus interessos i va produir una sèrie de pel·lícules a Universal Pictures. La majoria de les seves pel·lícules eren "imatges d'acció a l'aire lliure". El 1938, es va incorporar de nou a la junta de Monogram.
El 1940, es va incorporar de nou a Monogram i hi va romandre fins a la seva mort. Va morir d'un atac de cor mentre estava de vacances a l'hotel US Grant a San Diego. Li van sobreviure una dona i una filla. A la mort de Carr, Steve Broidy va assumir el càrrec d'executiu a càrrec de la producció a Monogram.

## Filmografia seleccionada
- The Dixie Flyer (1926)
- The Smoke Eaters (1926)
- The Show Girl (1927)
- The Midnight Watch (1927)
- Gun-Hand Garrison (1927)
- Modern Daughters (1927)
- On the Stroke of Twelve (1927)
- Million Dollar Mystery (1927)
- The Divine Sinner (1928)
- Sweet Sixteen (1928)
- The Devil's Tower (1928)
- Trailin' Back (1928)
- The Black Pearl (1928)
- Trail Riders (1928)
- The Painted Trail (1928)
- Mystery Valley (1928)
- Sisters of Eve (1928)
- Should a Girl Marry? (1928)
- The Man from Headquarters (1928)
- The Law and the Man (1928)
- Bride of the Desert (1929)
- Handcuffed (1929)
- The Phantom in the House (1929)
- The Devil's Chaplain (1929)
- Shanghai Rose (1929)
- Some Mother's Boy (1929)
- When Dreams Come True (1929)
- Oklahoma Cyclone (1930)
- Near the Rainbow's End (1930)
- The Rampant Age (1930)
- Second Honeymoon (1930)
- The Nevada Buckaroo (1931)
- Land of Wanted Men (1931)
- Ships of Hate (1931)
- Mother and Son (1931)
- The Montana Kid (1931)
- A Son of the Plains (1931)
- Partners of the Trail (1931)
- In Line of Duty (1931)
- Two Fisted Justice (1931)
- Rider of the Plains (1931)
- Forgotten Women (1931)
- Law of the West (1932)
- Broadway to Cheyenne (1932)
- The Man from Arizona (1932)
- Honor of the Mounted (1932)
- The County Fair (1932)
- Mason of the Mounted (1932)
- Ghost City (1932)
- Single-Handed Sanders (1932)
- Guilty or Not Guilty (1932)
- South of Santa Fe (1932)
- The Arm of the Law (1932)
- Law of the North (1932)
- Son of Oklahoma (1932)
- Hidden Valley (1932)
- Young Blood (1932)
- Breed of the Border (1933)
- He Couldn't Take It (1933)
- Black Beauty (1933)
- The Gallant Fool (1933)
- Galloping Romeo (1933)
- Diamond Trail (1933)
- Broken Dreams (1933)
- West of Singapore (1933)
- The Fugitive (1933)
- The Phantom Broadcast (1933)
- The Avenger (1933)
- Sagebrush Trail (1933)
- Sensation Hunters (1933)
- Manhattan Love Song (1934)
- Flirting with Danger (1934)
- Happy Landing (1934)
- Two Sinners (1935)
- Cappy Ricks Returns (1935)
- Forbidden Heaven (1935)
- Cheers of the Crowd (1935)
- The New Frontier (1935)
- Lawless Range (1935)
- The Keeper of the Bees (1935)
- Make a Million (1935)
- The Mystery Man (1935)
- The Lawless Nineties (1936)
- The Oregon Trail (1936)
- Sea Spoilers (1936)
- Conflict (1936)
- King of the Pecos (1936)
- California Straight Ahead! (1937)
- I Cover the War (1937)
- Idol of the Crowds (1937)
- Adventure's End (1937)
- The 13th Man (1937)
- Atlantic Flight (1937)
- Air Devils (1938)
- Midnight Intruder (1938)
- Prison Break (1938)
- The Singing Outlaw (1938)
- Prairie Justice (1938)
- The Phantom Stage (1939)
- Women in Bondage (1943)
- Lady, Let's Dance (1944)
- Hot Rhythm (1944)
- Partners of the Trail (1944)
- Range Law (1944)
- Allotment Wives (1945)
- Divorce (1945)
- Adventures of Kitty O'Day (1945)
- Swing Parade of 1946 (1946)